# Городские медиа
Городские медиа — сеть российских городских интернет-СМИ, входящая в состав группы компаний Shkulev Holding. В каждом из городов сеть представлена местным брендом. Наиболее популярные из них работают в Екатеринбурге (Е1.RU), Новосибирске (NGS.RU), Челябинске (74.RU), Нижнем Новгороде (NN.RU), Самаре (63.RU), Волгограде (V1.RU). Частью сети являются Фонтанка.ру в Санкт-Петербурге и MSK1.RU в Москве.

## История
В 2012 году компания Хёрст Шкулёв Медиа приобрела крупнейший интернет-портал в Нижнем Новгороде NN.RU, пермский портал PRM.RU и самарский портал SAMARA24.RU, а также запустила в Сочи портал SOCHI-EXPRESS.RU. С этого началось объединение ресурсов в единую сеть — Regional Network Hearst Shkulev Digital. В 2013 году был куплен контрольный пакет акций ЗАО «НГС», управлявшего порталами в Новосибирске, Красноярске, Омске, Барнауле, Томске, Иркутске и Кемеровской области (руководители ЗАО стали миноритариями), в том же году Хёрст Шкулёв Медиа полностью выкупил у «Вымпелкома» екатеринбургский портал E1.ru, самый большой региональный портал в России. В 2015 году Шкулёв закрыл сделку по покупке сети городских сайтов Rugion, в рамках которой в своё время были зарегистрированы несколько десятков доменов с автомобильными кодами регионов. Наконец, в 2019 году состоялась покупка контрольного пакета акций АО «Ажур-медиа», которое издаёт интернет-газету «Фонтанка.ру». Эксперты признали эту сделку крупнейшей на рынке СМИ Петербурга за последние годы и одной из крупнейших в стране в этом секторе. В 2020 году Шкулёв выкупил долю Hearst Corporation за неизвестную сумму.

## Структура
Все приобретённые Шкулёвым интернет-СМИ были объединены в сеть, причём продолжалась работа по портальной схеме: на каждом конкретном сайте остались новости, сервисы и классифайды. Произошла частичная вертикализация: сервисы по продаже и покупке авто, поиску недвижимости, поиску работы выделились в самостоятельные федеральные проекты с особой структурой. Сайты имеют единую технологическую платформу.
В общей сложности в состав «Сети городских порталов» входят на начало 2020 года сорок четыре СМИ. Редакции находятся в пятнадцати городах России; совместно с пятнадцатью главными редакторами сетью руководит «Центр управления полётами». Главой СГП стал бывший главред E1.ru Ринат Низамов, который в 2021 году покинул компанию. Редакционным директором «Городских порталов» была назначена Ольга Прохорова.
Осенью 2023 года на карту «Городских порталов» добавились 164.RU (Саратов), VORONEZH1.RU (Воронеж), и NGS22.RU (Барнаул), образовав сеть из 47 порталов в крупнейших городах страны, 30 из которых имеют собственные редакции.

## Офлайн-проекты
- Народная премия НГС
- Народная премия E1.ru
- Народная премия 74.ru